# Паблик-арт

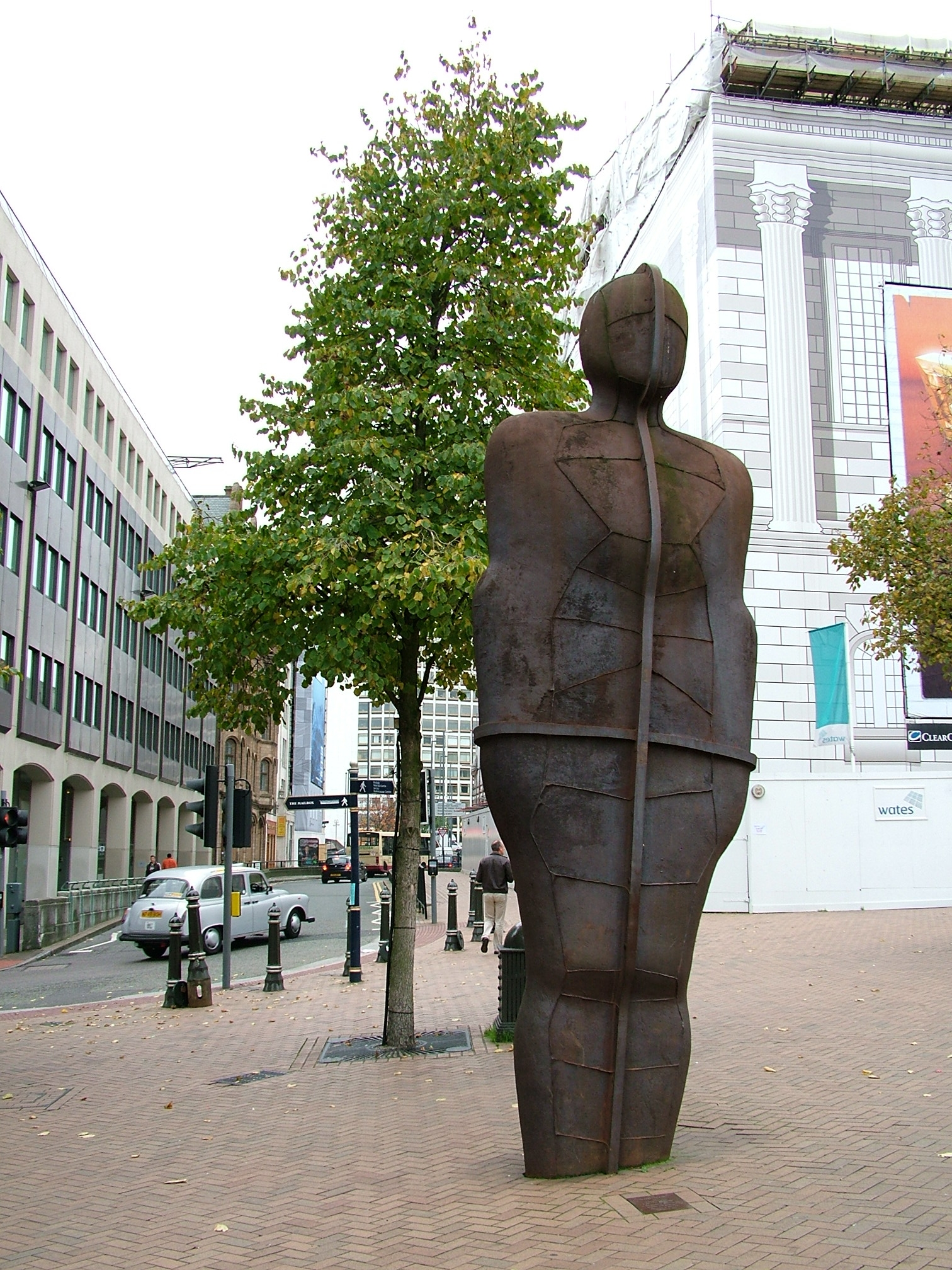
«Железный человек» скульптора Энтони Гормли на площади Виктории в Бирмингеме, Великобритания

Паблик-арт (общественное искусство; искусство в общественном пространстве; англ. public art) — искусство в городской среде, ориентированное на неподготовленного зрителя и подразумевающее коммуникацию с городским пространством.

## Специфика паблик-арта

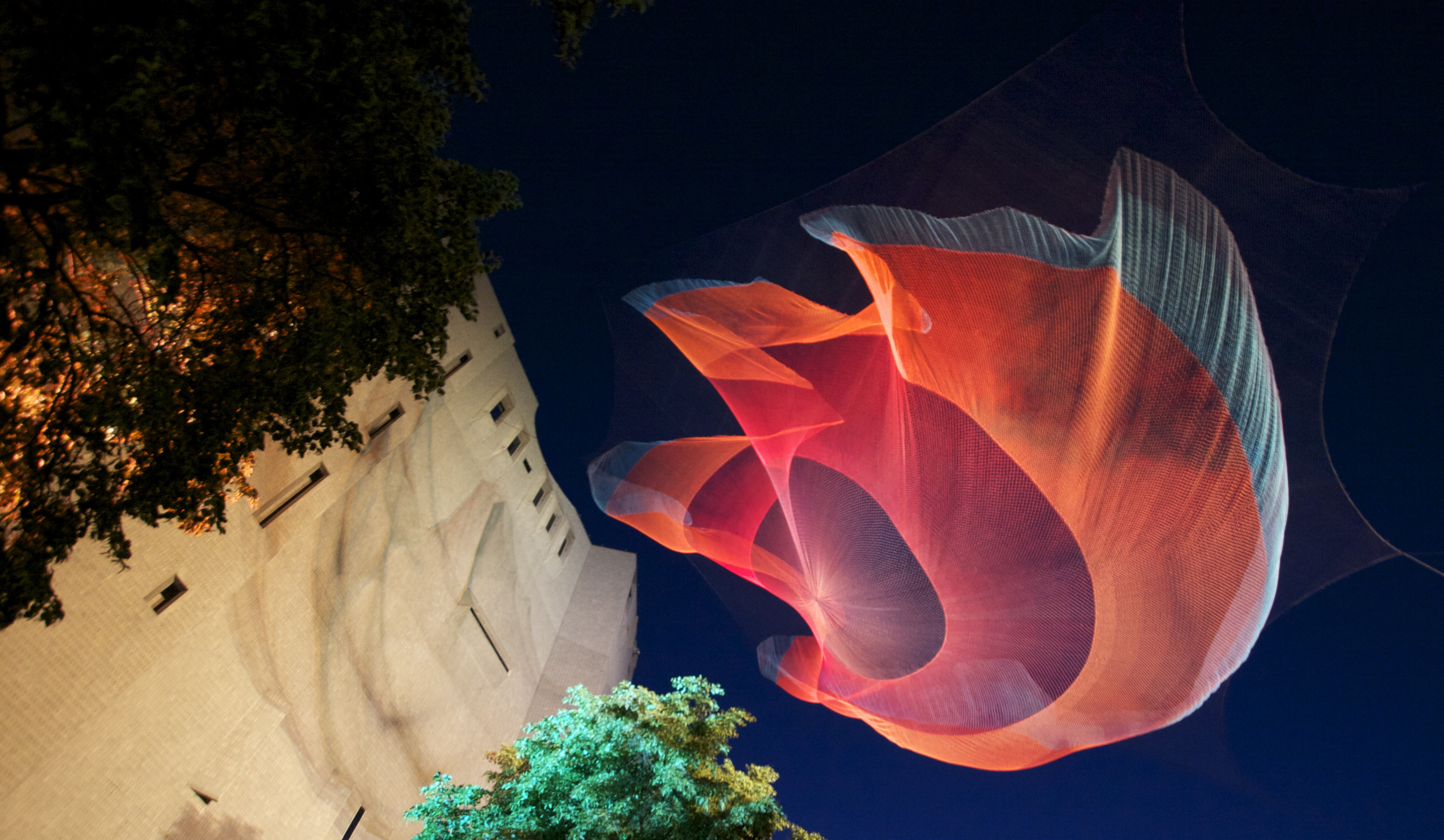
Скульптура 1.26, Художественный музей Денвера

Термин «паблик-арт» относится к произведениям искусства, которые были созданы специально для расположения и демонстрации в общественном месте, чаще всего под открытым небом. Старейшими примерами официально санкционированного паблик-арта, возможно, являются памятники, мемориалы и скульптуры. Паблик-арт не ограничен физическими объектами — для его создания используются танцы, процессии, уличный театр и даже поэзия.
Некоторые художники, работающие в этой области, пользуясь преимуществами открытого пространства, создают масштабные произведения. Среди работ, созданных за последние 30 лет и встретивших восхищение критики и публики, работы Роберта Смитсона, Христо, NONDA и Энтони Гормли, в которых произведение искусства вступало во взаимодействие с окружающей средой или встраивалось в неё. В 1960 году греческий художник NONDA создал интерактивную выставку под мостом, посвящённую поэту Франсуа Вийону. Паблик-арт обычно создаётся с разрешения и во взаимодействии с правительством или компанией, которая владеет или управляет местом. Некоторые правительства поощряют создание паблик-арта, например, с помощью финансовых механизмов.
Часто изображения художников на улицах города вызывают бурное негодование со стороны местных жителей.

## Цитаты

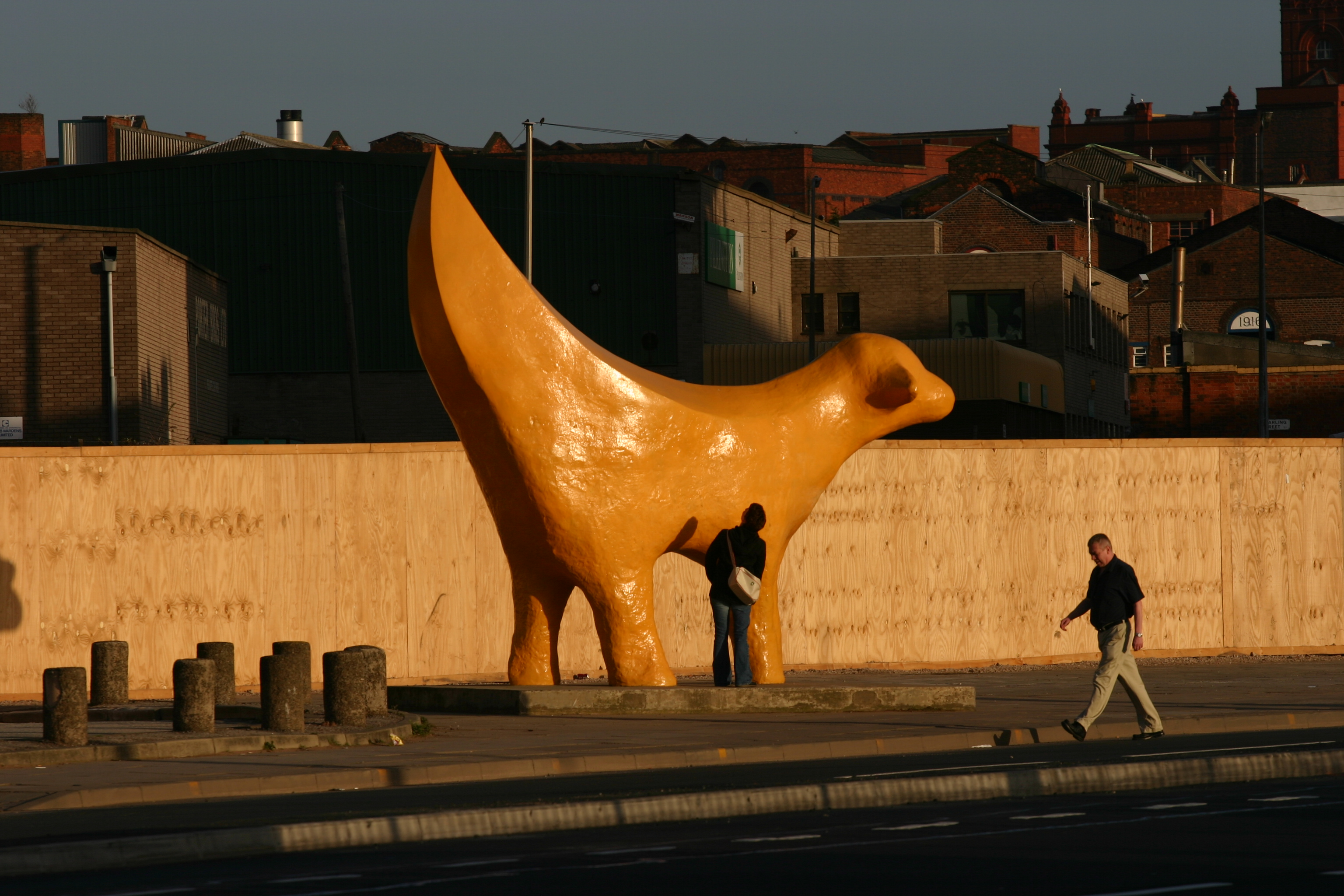
Суперламбанана стала одним из паблик-арт-символов Ливерпуля

В наше время Public Art включает в себя все: от приготовленной художниками еды и организации художниками прогулок в парках до текстов, напечатанных на коробках из-под молока и танцевальных выступлений среди грузовиков с мусором. Частично такое направление отражает перемены в самом искусстве. Многие считают, что Public Art должно провозглашать многогранность общества и отражать отсутствие согласованности во мнениях по вопросам ценностей и социального благополучия. Критики и художники полагают, что Public Art побуждает людей подвергать сомнению влияния структур и процессов принятия решения, которые определяют, каким образом должно быть использовано общественное пространство. «Критическое» паблик-арт-искусство такого рода обычно временное, провокационно, и создается для того, чтобы не сочетаться с окружающим пространством. Public Art всегда было, есть и, возможно, будет спорной территорией, потому что оно отражает реальные противоречия, внедренные в нашу общественную жизнь.— Элеонора Хартни, «City Art: New York’s Percent for the Art Program», 2005

## Художники
- Энтони Гормли — британский скульптор. Своими статуями, размещёнными в открытых пространствах, прибегает к своего рода «урбанистической акупунктуре» (англ.), меняя эмоциональный контекст площадей и улиц, или даже (как в его проекте «Другое место») морского побережья.
- Барбара Крюгер — американская художница; работает на грани между промышленной уличной рекламой, апроприируя её приёмы и технологии, с одной стороны, и личностно окрашенным высказыванием, как это бывает в самых остроумных образцах граффити) или в спонтанных выступлениях рок-групп на улицах городов.
- Джоэл Шапиро — американский скульптор, создающий в публичных пространствах «архитектоничных трансформеров», композиции из оживших архитектурных форм, вступающих в диалог с городскими постройками.

## Паблик-арт в России

Работа Андрея Сяйлева «Трещина», Самара, 2014

- В 2010 году у российской премии в области современного искусства «Премия Сергея Курёхина» появилась новая номинация — «Искусство в общественном пространстве (проекты public art, land art, граффити)»[1].
- С 2009 года в Москве действует паблик-арт-программа «Спальный район»[2].
- с 2012 года в Санкт-Петербурге проходит паблик-арт-фестиваль «Арт-проспект»[3].